# Conrad Ludwig Jähring von Waldungen
Conrad Ludwig Jähring von Waldungen († 17. Januar 1817 in Jena) war fürstlich-reußischer Oberforst- und Wildmeister in Greiz und Besitzer des Hammerwerks Carlsfeld und der Weitersglashütte sowie des Bergwerks Vier Gesellen am Auersberg im sächsischen Erzgebirge.

## Leben
Er stammte aus dem Adelsgeschlecht der Jähring Edle von Waldungen, die 1798 in den Reichsadelsstand erhoben worden sind. Sein Bruder war der Kammeralwissenschaftler Franz von Waldungen. Conrad Ludwig Jähring von Waldungen trat als Oberforst- und Wildmeister in den Dienst der Herren von Reuß zu Plauen. Sein Dienstort war die Residenzstadt Greiz. Am 25. November 1803 erwarb er gemeinsam mit Johann Gottlieb Schubert aus Schleiz das Hammerwerk Carlsfeld und die Weitersglashütte. 1804 kauften sie das Bergwerk Vier Gesellen hinzu. Als Hammerwerksbesitzer war er 1813 königlich-sächsischer Kommissar im 4. Distrikt des Erzgebirgischen Kreises mit Sitz in Bockau.
Waldungen verschuldete sich am Ende seines Lebens derart, dass seine Erben in den Jahren 1818/19 mit zahlreichen Forderungen von Gläubigern konfrontiert waren.